# Emilio Baistrocchi
Emilio Javier Baistrocchi Guimaraes (n. ciudad de San Juan, Argentina, 9 de noviembre de 1977) es un abogado y político argentino. Se desempeñó como intendente de la ciudad de San Juan entre el 10 de diciembre de 2019 y el 9 de diciembre de 2023.

## Biografía
Nació el 9 de noviembre de 1977 en la ciudad de San Juan, siendo el mayor de cuatro hermanos. Cursó sus estudios primarios en la Escuela Modelo de San Juan y los secundarios en el Colegio Inglés, los cuales finalizó siendo estudiante de intercambio en Poplar Bluff, Misuri, Estados Unidos.
Obtuvo el título de abogado en la Facultad de Derecho y Ciencias Sociales de la Universidad Nacional de Córdoba. 
En 2015 asumió como Ministro de Gobierno de la provincia de San Juan acompañando al gobernador Sergio Uñac. 
En 2019 fue elegido intendente de la ciudad de San Juan, provincia de San Juan.

## Carrera política
En 2006, fue convocado a ocupar un área del Centro de Asesoramiento Previsional y a los pocos meses quedó al frente de esta repartición que guarda el récord de 20 000 jubilaciones.

### Cámara de Diputados de San Juan
En 2008 y con 28 años de edad, el entonces vicegobernador Rubén Uñac le propuso ser secretario legislativo de la Cámara de Diputados. En la Legislatura Provincial tuvo una labor histórica: el Digesto Jurídico, que permitió ordenar la legislación sanjuanina de prácticamente un siglo. El proyecto apuntó a mejorar la calidad democrática, optimizando el vínculo entre las personas y las leyes, y potenciando la accesibilidad de los ciudadanos con la incorporación de las nuevas tecnologías de la información y la comunicación. De esta manera, se logró reducir el número de leyes de 8759 leyes a solo 1295 leyes vigentes.

### Ministro de gobierno
En 2015, con solo 38 años, asume como ministro de gobierno del gabinete del gobernador Sergio Uñac. Desde esta cartera, impulsó diversas políticas, entre las que se destacan:
- Sistema Integral de Videovigilancia a través del CISEM 911 – Centro Integral de Seguridad y Emergencia 911: proyecto que instaló más de 1.000 cámaras en el Gran San Juan y en puntos claves de ingreso y salida de la Provincia.
- Creación del Observatorio de Seguridad y Movilidad Vial.
- Registro Civil Digital: aplicación de un nuevo software que redujo considerablemente los tiempos de espera para la realización de trámites.[5]
- Procedimiento Especial de Flagrancia: consiste en enjuiciar y dictar sentencia de manera veloz a los delincuentes que son detenidos en el momento en que cometen un delito. Con este procedimiento las personas son juzgadas y sentenciadas en menos de una semana.[6]
- MinGob Movil: programa de abordaje territorial que acerca a las comunidades y los departamentos de la provincia, los servicios, trámites y asesoramientos ofrecidos por el Ministerio de Gobierno. Entre ellos, la posibilidad de tramitar gratuitamente la tarjeta SUBE y el DNI, asesoramiento para realizar trámites previsionales y jubilatorios y charlas sobre participación ciudadana.[7]

### Intendente de laCiudad de San Juan
El 2 de junio de 2019 fue elegido Intendente, representando al Frente de Todos, alineado al gobierno de Uñac, con el 48,03 % de los votos.
Bajo la gestión de Emilio Baistrocchi se han implementado diversas políticas municipales para el desarrollo de los barrios de los distritos. Asimismo, su gestión se destacó por impulsar ahorros en gastos corrientes para eficientizar el gasto a favor de obras y servicios.

#### Equiparación de servicios en los distritos
Respecto del ejido céntrico, los barrios de Capital evidenciaban décadas de desinversión en materia de alumbrado, pavimento y servicios de limpieza. Ordenando las finanzas del municipio, con ahorro en gastos corrientes y recorte de planta política en la era Baistrocchi el porcentaje de presupuesto propio para obras pasó de representar el 2.5% al 20% del presupuesto anual.
Además, la consigna de Baistrocchi a su gabinete fue descentralizar los servicios municipales acercando operativos de salud preventiva, empleabilidad, recreación deportiva, artística y cultural, contención social de mujeres y niños en abordajes itinerantes barriales.
Programa de reconversión lumínica y energética
Al asumir la gestión solo el 20 % del alumbrado público era led, predominando las lámparas de vapor de sodio (luz amarilla). Baistrocchi implementó un programa por el cual alcanzó a cubrir en diciembre de 2022 el 100 % del departamento con luz blanca. En una segunda etapa, con personal municipal realizó el recambio de luminaria por led. A marzo del 2023 el 70 % de alumbrado era led.

#### Programa de recuperación de accesos claves
De los 360 km de calles que tiene el departamento, la mayoría son de losas de hormigón construidas después del terremoto de 1944. En la gestión de Baistrocchi se asfaltaron 26 km de con un sistema novedoso que no implicaba la demolición completa del hormigón. Por etapas y en conjunto con Vialidad Provincial se realizó una consolidación del material existente, sellando con un carpetín de polímero para luego colocar concreto asfáltico en caliente de 4cm. La modalidad sin cortes de tránsito y planificada por tramos tuvo muy buena aceptación. Así se logró optimizar el estado de las arterias que descongestionan el acceso al centro (calle Salta, Juan Jufré, Av. Rawson, Hipólito Yrigoyen). Con ese método en 2022 se repavimentó la Avenida Ignacio de la Roza, conocida como Avenida Central y en el inicio de 2023 se prosiguió con la repavimentación de Avenida Córdoba, quedando comprometida luego la repavimentación de toda la Avenida Libertador.
Otras repavimentaciones históricas del periodo fueron la calle Urquiza de Libertador a Córdoba, la calle Pueyrredón de más de 1 kilómetro, que aún era de tierra y las calles de 9 barrios en Desamparados donde se realizaron cloacas después de muchos años de postergación.

#### 38 plazas en 38 meses
Una de las consignas de campaña de Baistrocchi para la Ciudad Activa fue Activemos el verde, el ambiente, la ciudad sustentable y caminable. Con esa planificación se repararon 21 plazas barriales descuidadas y se construyeron 17 en espacios baldíos (mayormente ubicados en Concepción y Desamparados). Cuando la gestión cumplía 38 meses eran 30 las plazas inauguradas con 8 plazas en plena construcción.
En paralelo, avanza el proyecto de construcción del Ecoparque Norte en Concepión, el segundo pulmón verde más grande de Capital después del Parque de Mayo. En las 5 hectáreas del predio del ex matadero municipal, se erige este espacio de impronta moderna y sustentable, con patios para esparcimiento, práctica deportiva, feriantes y recreación. Incluirá un anfiteatro, área de playones deportivos, skatepark, patio de ping pong y los juegos infantiles.
Nueve barrios capitalinos se benefician con este parque al norte: Frondizi, UPCN, Misiones, Corrientes, Bandera Argentina, Las Lilas, Las Rosas y Villa Storni y Dorrego.

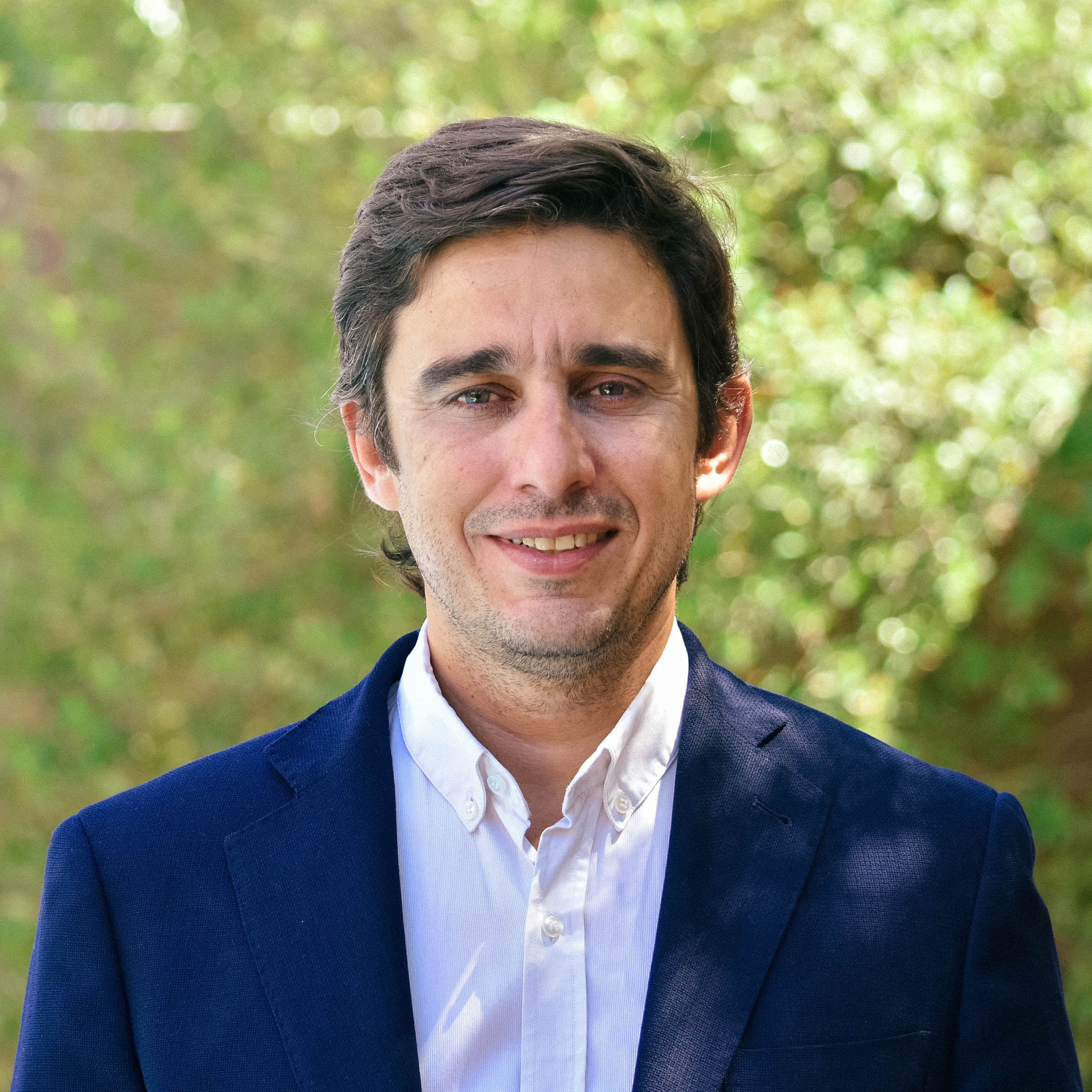
Intendente Emilio Javier Baistrocchi

#### Restauración de Plaza 25 de Mayo
En agosto de 2022 la Municipalidad de Capital encaró el proyecto de restauración de la histórica Plaza 25 de Mayo, emplazada desde la época colonial entre las  calles Mendoza, Rivadavia, General Acha y Mitre. Habían pasado más de 70 años desde una mejora en los bancos y estaba deslucida y deteriorada. Por ser patrimonio histórico de la Ciudad, observó que toda la obra conservara el diseño original de la plaza ACCODEPAS (Asociación Civil para la Conservación y Defensa del Patrimonio Sanjuanino). Hubo intervenciones mínimas en objetos históricos, como el hidro arenado en los copones de las diagonales. Un macetón presentaba fisuras por el paso del tiempo y se decidió no reemplazarlo, justamente para mostrar las huellas de la antigüedad. También se buscó el mantenimiento de especies arbóreas existentes y se sumaron nuevas arbustivas. Las baldosas “Mil rayas” que databan de 1908 como parte del trazado de jardines y paseos se replicaron artesanalmente en 8 talleres sanjuaninos.
Sin duda el elemento ornamental característico de la plaza y el más antiguo es la fuente, que data de 1871. Es de hierro fundido en los talleres de Val D’Osne, Francia. Tras la restauración, luce su color original y fue protegida de futuros desgastes.
Para hacer más eficiente el uso del recurso hídrico en el espacio verde se instaló riego por goteo y aspersión, con timer digitalizado.
El alumbrado de la plaza lleva lámparas led en las tradicionales farolas y todo el sistema eléctrico quedó soterrado.

#### Ciudad Caminable
Reparación de veredas, construcción de rampas de accesibilidad, mejora de cordones, reposición de tapas y tazas de arbolado fueron parte del trabajo de recuperación urbana en el microcentro, en el cuadrante de calles Catamarca, Av. Libertador, Av. Rioja, y Av. Córdoba.
Esta fue una de las obras que apuntó a la repotenciación de la zona comercial céntrica.

#### Urbanización de zonas vulnerables
Cinco históricas villas de Capital lograron por primera vez en 50 años tener veredas, rampas de accesibilidad, puentes y cordones en sus comunidades. Se trata de Villa El Parque (La Rioja Chica), Villa El Pino, Fausto Carrasco, Carolina y Villa Safe /Barrio Santa Elena. Se complementó la recuperación con alumbrado led para potenciar la transitabilidad peatonal segura.

#### Plan Estratégico Capital
Con el apoyo de la Unión Iberoamericana de Municipalistas y del COPESJ, durante 2022 la gestión Baistrocchi convocó a diversos sectores institucionales de la ciudad para debatir por mesas temáticas (Ambiente, Economía, Desarrollo Social, Territorio) los lineamientos para un Plan Estratégico Capital.
Hubo más de 24 reuniones intersectoriales, en las que los ciudadanos debatieron y elaboraron más de 35 proyectos que luego fueron presentados en público. Más de 2500 personas ponderaron las iniciativas para establecer una primera agenda de acción consistente en:
1. Ordenamiento territorial y zonificación de la Ciudad.
2. Seguridad ciudadana, prevención y orden público. Este proyecto se ejecutó con el fortalecimiento del cuerpo de Monitores Urbanos, integrándolos con la Policía Comunal y al Centro de Emergencia Municipal.
3. Promoción y desarrollo artístico cultural. Para esto se destinó al sector de artistas emergentes el uso de las parcelas frente al Teatro del Bicentenario (casi 1200 m²), recuperadas para uso público.
4. Herramientas de apoyo para la industria y el comercio.
5. Arbolado público y gestión integral de residuos.
6. Consejo de Planificación Estratégica: en virtud del buen diálogo logrado, y en busca de institucionalizar estos espacios de participación, el intendente propuso la creación de un ámbito público - privado ad honorem para que los vecinos puedan continuar debatiendo las problemáticas y desafíos de la ciudad, a la vez que podrá controlar el avance de las metas fijadas.

#### Escuela de Vida
A través del área de Deportes del municipio y en articulación público privada con Uniones Vecinales y clubes de la ciudad, se implementó este plan estratégico para promover la actividad física en capitalinos a partir de los 6 años de edad, adolescentes, adultos mayores e incluyendo personas con discapacidad. Mas de 60 espacios distribuidos en los 4 distritos ofrecen alguno de los programas de Escuela de Vida. En 2022, fueron más de 2000 personas las que hicieron deporte gratuito cerca de sus domicilios con esta iniciativa.